# 仲村俊子
仲村 俊子（なかむら としこ、1922年 - 2022年11月18日）は、日本の社会運動家。

## 来歴
大正11年(1922年)、沖縄県うるま市勝連生まれ。昭和13年(1938年)、私立家政高等女学校を修了。昭和27年(1952年)に教師となり、沖縄教職員会で祖国復帰運動に取り組むが、運動の左傾化を感じ、昭和44年(1969年)に同会を脱退。昭和46年、「沖縄返還協定批准貫徹県民集会」開催に携わり、陳情団の一員として上京、早期批准を要望した。昭和55年(1980年)、前島小学校を最後に退職。昭和58年(1983年)、防衛協会の初代婦人部長を務めた。晩年も集会、講演会やメディア等に登場している。令和４年11月18日永眠。

## 著作

### 共著
- 仲村覚、仲村俊子、石井望、江崎孝『そうだったのか「沖縄！」』示現舎、2015年5月。ISBN 978-4990578794。
- 椛島有三、仲村俊子『祖国復帰は沖縄の誇り』明成社、2012年2月。ISBN 978-4905410058。